# Le sciamane
Le sciamane è un film italiano del 2000 diretto da Anne Riitta Ciccone.

## Trama
Claudia è una trentenne neolaureata, afflitta dalla sua vita stressante dovuta al lavoro poco gratificante e alla sua sconclusionata famiglia. Affetta dalle psicosi più varie e da una strana narcolessia, si affida alle cure e ai rimedi spirituali più assurdi per riuscire a ritrovare la sua serenità interiore, rivolgendosi così a stregoni di turno, agopuntori, omeopati e sciamani.
Come se non bastasse, la sua famiglia, egocentrica e nullafacente, si insedia nella sua vita portandola a una schizofrenia cronica. Infatti, di lì a poco invaderanno la loro vita il padre, vecchio pacifista scappato in Africa dove si è fidanzato con una ragazza africana; sua sorella, ragazza madre con una figlia di 6 anni che da tempo vive con lei, svolgendo attività sovversive e pacifiste contro diverse istituzioni e infine il suo fidanzato, un eclettico narcisista attore di teatro che, sfrattato di casa, va a convivere da lei.
Ben presto si ritrova a sorbire non solo i suoi problemi psichici, cercando nuovi stimoli come lo sfogo e la pazzia, ma anche con tutti i suoi parenti in casa. Alle prese anche con il suo lavoro in una televisione che si occupa di casi umani, il cui direttore è un maniaco qualunquista desideroso di successo che non si accorge mai di lei. Come se non bastasse, le sue paure vengono alimentate dai suoi vecchi ricordi d'infanzia del suo primo amore, quando si vide respinta dal giovane Corrado per le sue forme non troppo sinuose, e invece corteggiata dal brutto Eugenio.
Insomma, sempre più alle prese con la sua bassa autostima, nonostante l'aiuto della madre, una sedicente sciamana, decide di tentare il suicidio. Si ritrova così, sulla riva del Tevere con un masso intorno al collo, mentre di lì a poco arriva tutta la sua famiglia ad aiutarla e a cercare di fermarla. Ma lei è decisa a farla finita, per tutte le delusioni che la vita le ha provocato, credendo fermamente nella reincarnazione, fin quando la sorella, cercando di aiutarla, convince il direttore della televisione in cui lavora a ritrovare la persona scomparsa che da ragazza le ha ferito il cuore, il giovane Corrado.